# Digitální měna
Digitální měna je označení měny, která je elektronicky vytvořená a uložená (na rozdíl od fyzické měny, jako jsou bankovky a mince). Některé digitální měny jako například Bitcoin jsou kryptoměny. Jako tradiční peníze mohou být tyto měny použity pro nákup fyzického zboží a služeb, ale mohou být také omezeny na určité společenství jako například pro použití uvnitř online her nebo sociálních sítí. První českou digitální měnou se v roce 2000 stalo Q.

## Charakteristika
Digitální měny lze klasifikovat především dle jejich decentralizovanosti. Jejich zastánci tvrdí, že to dává kryptoměnám nezávislost na centrální autoritě, typicky centrální bance. Decentralizace a konsensus protokol kryptoměn je podle nich fungující řešení spolehlivé a bezpečné digitální měny. Ty jsou často navrženy tak, aby lidé zajišťující chod transakcí té které kryptoměny dostávali odměnu, typicky za takzvanou těžbu.
Je možné říci, že na škále mezi virtuálností a decentralizovaností je bitcoin hodně vpravo a bezhotovostní peníze v bankách spíše vlevo. Kritici bitcoinu a dalších digitálních měn ale upozorňují, že decentralizace sama o sobě neznamená, že by největší vliv na vývoj a chod kryptoměny nemělo několik málo dominantních hráčů.
EU zvažuje zavést digitální euro centrálně ovládané ECB. Je však navrhováno maximální vlastnictví 3000 EUR, takže plně nenahradí účty v klasických bankách. Digitální měny centrálních bank (CBDC) mohou více omezit způsoby využití a hodnoty měny.

## Kryptoměna
Kryptoměna je typ digitální měny, která se opírá o kryptografii pro řetězení digitálních podpisů jednotlivých převodů, peer-to-peer sítě a decentralizaci. Nejznámější a nejrozšířenější kryptoměnou je Bitcoin. Mnoho dalších kryptoměn je založeno na principech Bitcoinu a blockchainu.